# Hammarsjön (Ovikens socken, Jämtland)
Hammarsjön är en sjö i Bergs kommun i Jämtland och ingår i Ljungans huvudavrinningsområde. Sjön har en area på 0,297 kvadratkilometer och ligger 914,5 meter över havet. Sjön avvattnas av vattendraget Lillån.

## Delavrinningsområde
Hammarsjön ingår i det delavrinningsområde (699108-137127) som SMHI kallar för Utloppet av Hammarsjön. Medelhöjden är 1 003 meter över havet och ytan är 7,62 kvadratkilometer. Det finns inga avrinningsområden uppströms utan avrinningsområdet är högsta punkten. Lillån som avvattnar avrinningsområdet har biflödesordning 3, vilket innebär att vattnet flödar genom totalt 3 vattendrag innan det når havet efter 324 kilometer. Avrinningsområdet består mestadels av kalfjäll (96 procent). Avrinningsområdet har 0,3 kvadratkilometer vattenytor vilket ger det en sjöprocent på 3,9 procent.